# Bovingdon
Bovingdon is een civil parish in het bestuurlijke gebied Dacorum, in het Engelse graafschap Hertfordshire.